# Joensuu
Joensuu is een gemeente en de hoofdstad van het Finse landschap Pohjois-Karjala. De gemeente heeft een landoppervlakte van 2.381,73 km² en telt 77.513 inwoners (2022). Daarmee is het de twaalfde gemeente van Finland.
In 2005 werden er de gemeenten Kiihtelysvaara en Tuupovaara bijgevoegd en in 2009 werden ook de toenmalige gemeenten Eno en Pyhäselkä bij de stadsgemeente gevoegd.
Joensuu (de naam betekent "riviermonding") ligt aan de monding van de Pielisjoki in het Pyhäselkämeer. De stad werd in 1848 op last van tsaar Nicolaas I gesticht en groeide na de opening van het Saimaakanaal (1856) uit tot een centrum van houtverwerking en een van de grootste Finse binnenhavens.
Vandaag de dag is het transport over water van minder belang voor de houtindustrie; bovendien is Joensuu uitgegroeid tot een stad met een veelzijdige industrie. Joensuu is tevens een studentenstad: de stad heeft sinds 1984 een universiteit, die in 2010 opging in de Universiteit van Oost-Finland, en ook twee hogescholen. Ook is Joensuu zetel van het European Forest Institute.
Het vliegveld van Joensuu ligt in de buurgemeente Liperi en werd in 1937 in gebruik genomen.

## Partnersteden
Joensuu onderhoudt sinds 1948 jumelages met Tønsberg (Noorwegen), Linköping (Zweden) en Ísafjarðarbær (IJsland) en verder met Hof (Duitsland, sinds 1970), Vilnius (Litouwen, sinds 1970) en Petrozavodsk, (Rusland, sinds 1994).

## Geboren in Joensuu
- Hannu Mikkola (1942-2021), rallyrijder
- Jonna Pirinen (1982), zangeres

Ilomantsi · Joensuu · Juuka · Kitee · Kontiolahti · Lieksa · Liperi · Nurmes · Outokumpu · Polvijärvi · Rääkkylä · Tohmajärvi
Voormalige gemeenten:
Eno · Kesälahti · Kiihtelysvaara · Nurmeksen maalaiskunta · Pälkjärvi · Pielisensuu · Pielisjärvi · Pyhäselkä · Tuupovaara · Valtimo ·  Värtsilä